# Arnaud Montebourg
Arnaud Montebourg (Clamecy (Nièvre), 30 d'octubre de 1962) és un polític francès socialista. Va ser nomenat el 16 de maig de 2012 ministre de Recuperació productiva del Govern Jean-Marc Ayrault. Es va presentar a les primàries socialistes celebrades el 2017.